# Punta Quebrada
Punta Quebrada ist eine Landspitze im Nordosten der Joinville-Insel vor dem nordöstlichen Ende der Antarktischen Halbinsel.
Argentinische Wissenschaftler benannten sie. Der weitere Benennungshintergrund ist nicht überliefert.